# Histoire ancienne des Sérères

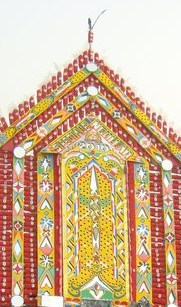
Symbole de l'initiation Ndut.

L'histoire ancienne des Sérères de Sénégambie ont été largement étudiées et documentées au fil des ans. La plupart des sources proviennent des découvertes archéologiques et de la tradition sérère, elle-même enracinée dans la religion sérère,.  

## Histoire ancienne
Dans une étude de 1993 intitulée « Vestiges historiques, témoins matériels du passé dans les pays sereer », le chercheur français Charles Becker distingue deux types de vestiges historiques : les vestiges non matériels qui sont de nature culturelle (organisation sociale, particularités linguistiques) et les vestiges matériels, qui révèlent des facettes de cette culture à travers ses diverses productions ou artéfacts. Dans le cas des Sérères, beaucoup d'objets matériels subsistent, mais ils sont généralement peu connus, insuffisamment répertoriés et parfois mal conservés. Pourtant de gros efforts ont été faits dans ce sens dans les années 1960 et 1970, avec la constitution de collections, la réalisation de catalogues et la production de documents audiovisuels. Néanmoins, selon l'auteur, des progrès restaient à accomplir pour une meilleure utilisation muséographique. L'étude approfondie des inventaires permet aussi à Becker de noter chez les Sérères – par rapport à d'autres régions d'Afrique – une moindre diversité des objets et la relative rareté de certains matériaux, tels que l'or, l'argent ou les métaux,.
Les objets identifiés en pays sérère peuvent être classés en deux catégories :
1. les vestiges des populations antérieures : ce sont les traces laissées par les proto-populations avec lesquelles les Sérères ont été en contact quand ils sont venus du Futa (l'ancien Tekrour)[1].
2. les mégalithes de latérite taillée, disposés en cercles avec des pierres frontales orientées vers l'Est, qui ne se rencontrent que dans une petite partie du Saloum, et les tumulus de sable semblables aux tombes ancestrales (lomb) des Sérères ; plus nombreux, ces tumulus sont présents notamment dans le Sine, le Jegem (ou Njegem) et le Saloum, comme en témoigne le tableau ci-dessous[1],[5].

## Sites archéologiques

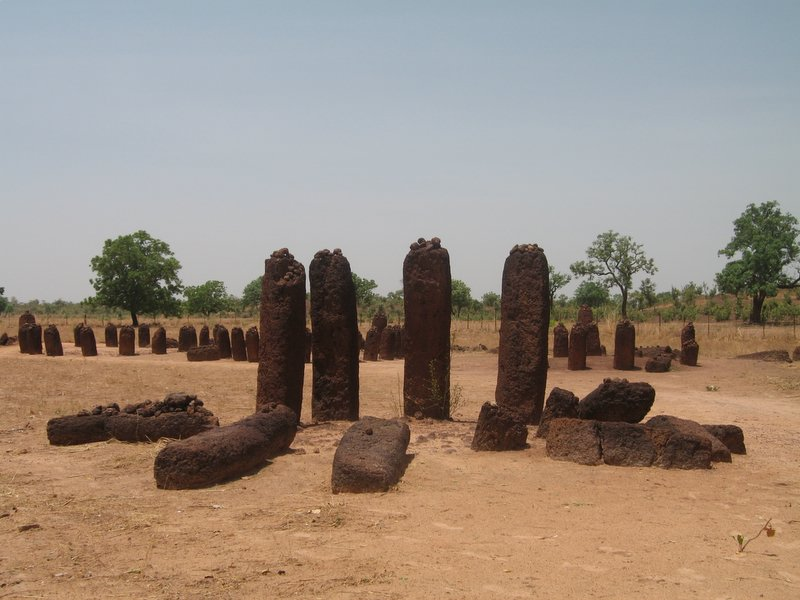
La civilisation sérère : cercles mégalithiques de Sénégambie

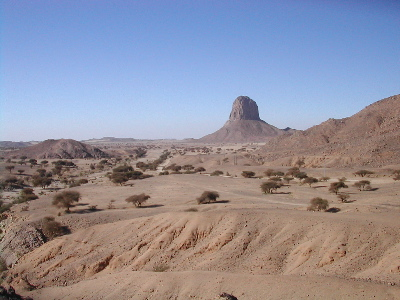
Paysage de l'Ouest saharien

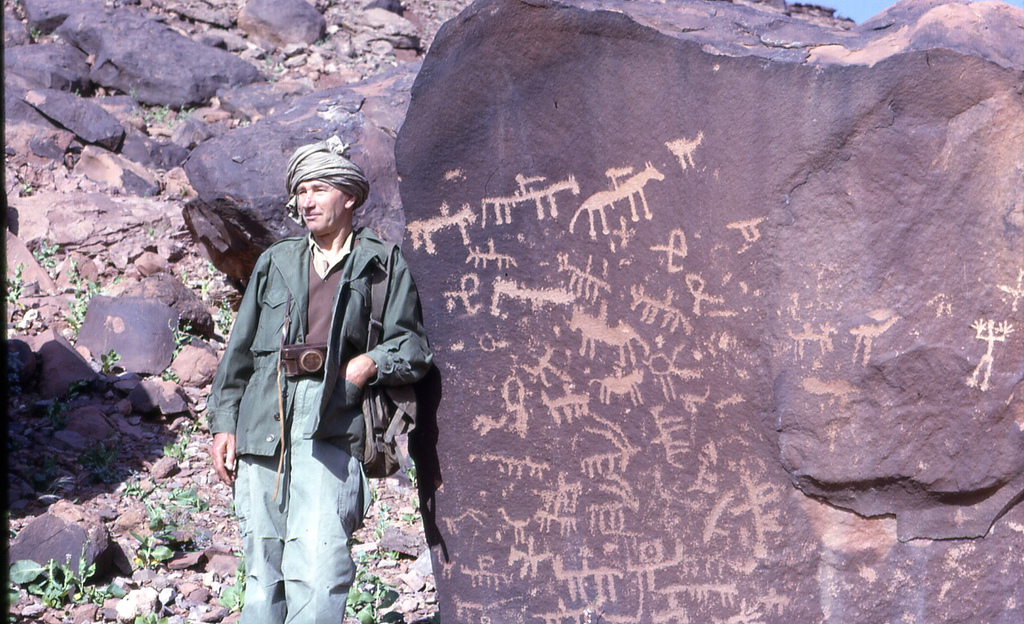
La civilisation sérère : Le préhistorien Henri Lhote à côté de art rupestre à l'époque moderne en Mauritanie

Le tableau suivant dresse la liste des sites archéologiques de quelques pays sérères avec une indication de leur densité. 
| Sites archéologiques sérères |
| --- |
| - Le Baol : avec 6 secteurs, totalisant 383 sites et 1921 tumulus. - Tassett et Diobas : 37 sites et 121 tumulus. - Fissel, Diak, Mbadane et Dimag : 114 sites et 503 tumulus. - Lambaye, Kaba, Polek et Gat : 63 sites et 324 tumulus. - Baba Garage, Pègue, Guéoul et Ndogal : 41 sites et 178 tumulus. - Diourbel, Bounkoye, Ndadène, Diète et Salao : 50 sites et 188 tumulus. - Mbacké. Lâ et Kael : 78 sites et 607 tumulus. |
| - Le Sine (ancien Royaume du Sine) : avec 3 secteurs, comprenant 248 sites et 977 tumulus. - Tataguine, Dieghem (Njegem), Ouest du Sine : 41 sites et 251 tumulus. - Diakhao, Nord-Est du Sine : 82 sites et 268 tumulus. - Maroute : 125 sites et 458 tumulus. |
| - Le Saloum (ancien Royaume du Saloum ) : avec 6 secteurs, possédant 393 sites et 1514 tumulus. - Gandiaye, Nord-Est du Saloum, marigots de Gandiaye, Sikhane, Diokoul et Ngouloul : 129 sites et 450 tumulus. - Ouadiour : 99 sites et 335 tumulus. - Kaolack : 66 sites et 292 tumulus. - Kolobane - Ngaye–Signy : 55 sites et 233 tumulus. - Mbos : 22 sites et 53 tumulus. - Rive gauche du fleuve Saloum : 22 sites et 151 tumulus. Sites mégalithiques : nombreux tumulus de sable associés à des pierres frontales mégalithiques implantées en direction de l'Est |

On trouve aussi des amas coquilliers dans les îles et autour de l'estuaire du Saloum. Dans les provinces du Gandun, du Numi, du Saloum et le sud-ouest du Sine autour de Joal, 139 sites ont été recensés, parfois avec des sépultures en forme de tumulus,. Ces vestiges sont très nombreux et parfois de taille imposante. Les recherches menées au Baol par exemple laissent espérer qu'ils fourniront de précieux renseignements sur la culture matérielle des Sérères depuis leur installation dans la région. Les tombes des ancêtres fondateurs ont souvent été sacralisées comme fangool (singulier de pangool, c'est-à-dire les « esprits ancestraux » ou « saints » dans la religion sérère). Toujours d'actualité, leur vénération ne facilite pas un éventuel travail d'inventaire. Certains lieux, associés à la fondation ou à la migration, sont également sacralisés et font l'objet de pèlerinages. Au Sine et au Saloum les vestiges de la royauté sont semblables, car issus de la même tradition guelwar (la dernière dynastie maternelle dans le Sine et le Saloum, entre le XIVe et le XXe siècle), mais certaines particularités les distinguent de longue date, par exemple celles liées aux cérémonies rituelles. Dans d'autres pays sérères, les artéfacts apportés depuis le Fouta ou le Gabou par les fondateurs et conservés dans les familles sont quant à eux très différenciés. Il peut s'agir d'objets en pierre ou en bois, d'instruments de musique ou encore d'objets rituels utilisés par les saltigués (grands prêtres ou prêtresses sérères). Ils restent généralement peu connus. 
Il existe deux types de vestiges se rapportant à deux lignées différentes dans l'organisation sociale des Sérères :
- Kucarla, c'est-à-dire la lignée paternelle ou l'héritage paternel.
- Ƭeen yaay, c'est-à-dire la lignée maternelle ou l'héritage maternel[1]

L'histoire du peuple sérère qui résidait au Tekrour – le Fouta-Toro d'aujourd'hui, qui faisait partie de ce que l'on considère comme le « pays sérère » – , l'influence de leur culture, leur histoire, leur religion et leurs traditions sont résumées par Becker dans les termes suivants :
« Enfin faut-il rappeler les importants vestiges dits « sereer » dans le Fuuta, mais aussi dans les  anciens pays du Ferlo, du Jolof et du Kajoor, qui jalonnent les migrations des proto-sereer, dont l'empreinte sur le Fuuta a été notable et reste dans la mémoire des Halpulaareen. »

### Tiémassass
Une industrie ancienne a été découverte sur le site controversé de Tiémassass, situé au sud de Mbour. On l'a baptisée Tiémassassien du nom de la localité. Cyr Descamps estime que cette industrie date du Néolithique, soit d'il y a 10 000 ans environ. Théodore Dagan envisage plutôt le Paléolithique supérieur.  On pense que cette population était d'abord établie dans la région de Thiès avant de se déployer vers le Sénégal oriental, la Casamance et la Gambie. Leurs descendants sont ceux qui s'installèrent par la suite à Mbissel, dans l'ancien royaume sérère du Sine,.
Des armes en silex datant d'environ 100 000 ans ont été découvertes dans plusieurs pays sérères, y compris dans l'ancienne Tiémassass. Des outils de l'âge de la pierre datant d'environ 2000 av. J.-C. ont été trouvés dans les dunes de sable de Cape Point et de Fajara en Gambie.